# San Donato di Lecce
San Donato di Lecce ist eine südostitalienische Gemeinde (comune) mit 5413 Einwohnern (Stand 31. Dezember 2023) in der Provinz Lecce in Apulien. Die Gemeinde liegt etwa 10 Kilometer südsüdöstlich von Lecce im Salento (Valle del Cupa).

## Verkehr
Durch die Gemeinde führt die Strada Statale 16 Adriatica von Lecce nach Gagliano del Capo.
Der Bahnhof S. Donato di Lecce und der Bahnhof Galugnano im gleichnamigen Ortsteil liegen beide an der Bahnstrecke Lecce–Gallipoli.

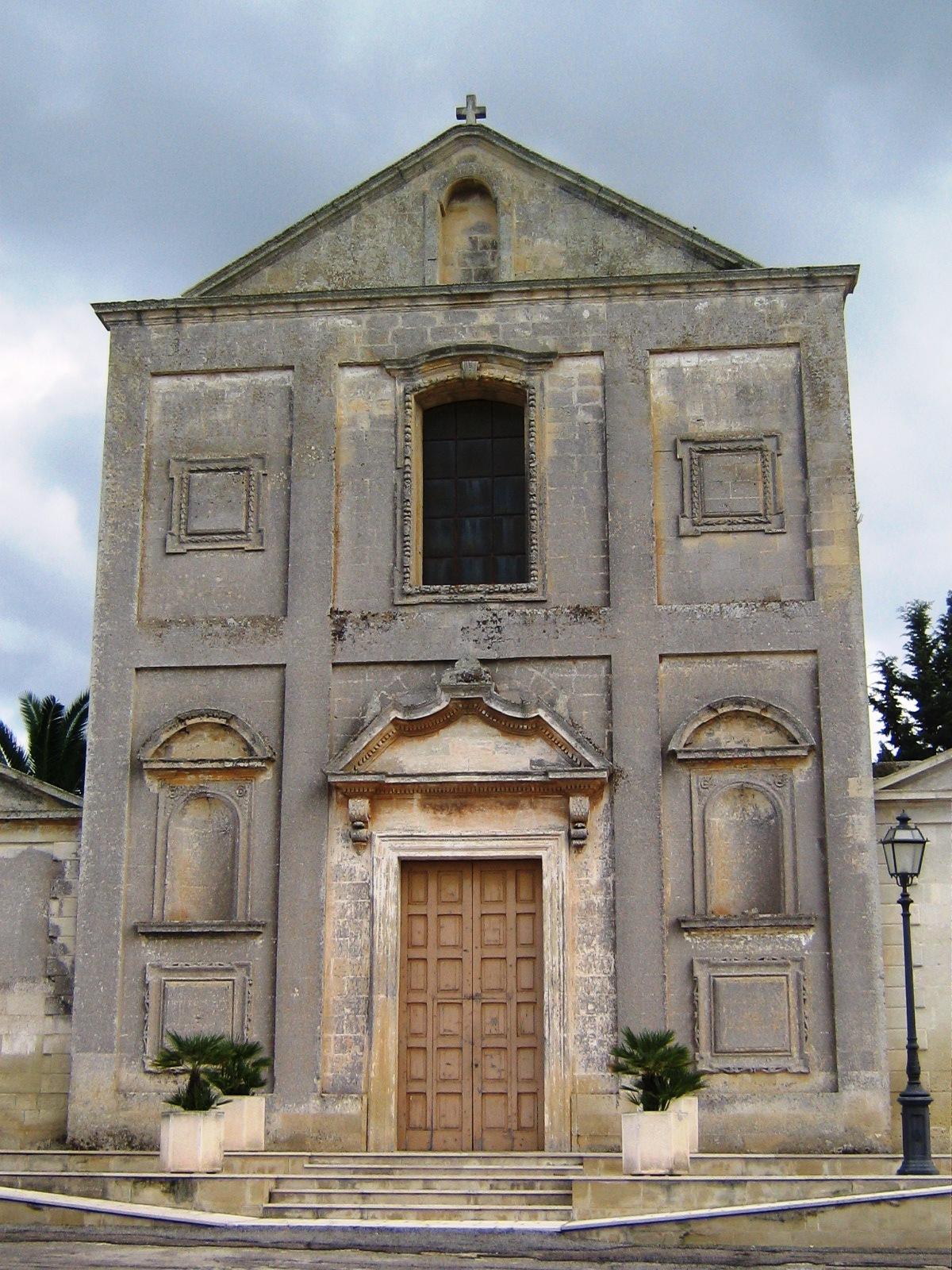
Chiesa della Pietà

## Persönlichkeiten
- Fabrizio Miccoli (* 1979), Fußballspieler (trainierte in der Jugend von San Donato)